# Idruro
La particella ionica nota come idruro è l'anione dell'idrogeno, H−. Viene anche utilizzato come termine più generico per descrivere alcuni composti dell'idrogeno con altri elementi, particolarmente quelli dei gruppi 1–16, nell'eventualità (oppure no) che in realtà contengano ioni idruro. I termini proturo, deuteruro e trituro sono utilizzati allo stesso modo per descrivere ioni o composti ionici che contengano gli isotopi dell'idrogeno prozio, deuterio o il trizio, rispettivamente.

## Tipi di composti
Gli idruri sono composti binari costituiti da un metallo o non metallo (non appartenente al gruppo degli alogeni) e dall'idrogeno, dove esso assume come numero di ossidazione −1 o + 1, a seconda dell'elemento con cui si trova.
Sono basi fortissime ed altrettanto forti agenti riducenti.
La varietà di composti formata dall'idrogeno è vasta, si pensa maggiore di quella di ogni altro elemento. Virtualmente ogni elemento della tavola periodica (con un po' difficoltà, anche con i gas nobili) formano uno o più tipi di idruri. Gli idruri possono essere classificati in tre categorie principali in base alla natura predominante del loro legame:
- Idruri ionici, noti anche come idruri salini;
- Idruri covalenti;
- Idruri interstiziali, che possono essere descritti come costituenti un legame metallico, perché legano l'elettrone addizionale dalla nuvola elettronica della massa metallica.

## Reattività
Molti di loro reagiscono immediatamente con l'acqua (o con le tracce di umidità contenute nell'aria) per decomporsi in idrogeno gassoso e il corrispondente idrossido.
NaH + H2O → NaOH + H2↑
Alcuni idruri sono stabili e reagiscono lentamente con l'acqua a temperatura ambiente; ciò li rende utili come agenti riducenti nella sintesi di composti organici, ad esempio nella riduzione di aldeidi e chetoni ad alcoli
 R-CHO + NaBH4 → R-CH2-OH

## Lo ione idruro
Lo ione idruro è l'anione più semplice esistente e consiste di due elettroni ed un protone. L'idrogeno ha un'affinità elettronica relativamente bassa, 72,77 kJ/mol, il comportamento chimico dello ione idruro si esplica principalmente nella produzione altamente esotermica di idrogeno molecolare:
H− + H+ → H2 ΔH = −1675 kJ/mol
Come risultato di ciò, lo ione idruro è una delle più forti basi conosciute, capace di estrarre ioni H+ da quasi tutti gli altri composti contenenti idrogeno (inclusa l'ammoniaca liquida), con l'eccezione degli alcani. Lo ione idruro non è noto in soluzione perché è in grado di reagire praticamente con qualsiasi solvente:
NaH + H2O → H2 + NaOH ΔH = −83,6 kJ/mol, ΔG = −109,0 kJ/mol
Gli alcani, teoricamente gli unici solventi inerti alla forza basica dello ione idruro, non sono sufficientemente polari per poter sciogliere gli idruri ionici.
La bassa affinità elettronica dell'idrogeno e la forza del legame H–H (436 kJ/mol) fanno sì che lo ione idruro sia anche un forte agente riducente:
H2 + 2e− ⇌  2H− Eo = −2,25 V
Solo i metalli alcalini e i metalli alcalino-terrosi possono ridurre l'idrogeno molecolare a idruro.

## Tipi di idruri

### Idruri ionici
Negli idruri ionici l'idrogeno si comporta come un alogeno e strappa un elettrone a un metallo formando uno ione idruro (H−), e ottenendo così la configurazione elettronica stabile dell'elio o riempiendo l'orbitale s. L'altro elemento è un metallo più elettropositivo dell'idrogeno, normalmente appartenente ai metalli alcalini o ai metalli alcalino terrosi. Gli idruri sono definiti binari se coinvolgono solo due elementi incluso l'idrogeno. Le formule chimiche degli idruri ionici binari possono essere del tipo MH (come per il LiH) o MH2 (come per il MgH2). Anche gli idruri di gallio, indio, tallio e dei lantanidi sono ionici.
Le loro strutture sono puramente cristalline.
Sono ottenuti facendo reagire l'elemento con idrogeno gassoso e sotto pressione, se necessario.
Gli idruri ionici sono normalmente usati come agenti riducenti nella chimica sintetica, ma sono basi troppo forti e reattive per essere usati in forma pura. Gli idruri a minore reattività sono più comunemente usati specialmente se la reazione può aver luogo in acqua o in solventi organici. La riduzione mediante il boroidruro di sodio (NaBH4) può essere compiuta in acqua. Se dev'essere usato un idruro reattivo, la riduzione viene eseguita in un mezzo che dissolve prontamente lo ione idruro senza decomposizione, per esempio in ammoniaca liquida. Gli idruri binari puri sono spesso utilizzati con questo metodo. L'idruro di litio è ridotto in una reazione con il cloruro di alluminio formando tetraidroalluminato di litio (spesso abbreviato come LAH).
4 LiH + AlCl3 → LiAlH4 + 3 LiCl
La stessa acqua non può essere usata come mezzo per gli idruri ionici puri o per l'LAH perché lo ione idruro è una base più forte dell'idrossido. L'idrogeno gassoso si libera se l'idruro è immerso. La liberazione è una tipica reazione acido-base.
H− + H2O → H2 (gas) + OH−

### Idruri covalenti
Come suggerisce il nome, l'idrogeno è legato covalentemente agli elementi con orbitale p più elettropositivo (boro, alluminio e il gruppo 4-7) e con il berillio. L'idrogeno non forma nessun vero composto ionico come i metalli in condizioni normali. Composti comuni come gli idrocarburi, l'ammoniaca e l'idrazina possono essere considerati idruri del carbonio e dell'azoto ma il termine è usato solamente per classificare collettivamente tutti i composti dell'idrogeno di un elemento. La nomenclatura degli idruri non è sufficiente per fornire un nome unico per ciascun idrocarburo. La scelta della nomenclatura, come per gli idruri metallici o in parallelo con alcano, alchene e alchino, dipende soprattutto dalla prospettiva dello scienziato.
Gli idruri covalenti si comportano come molecole con deboli forze di London e quindi sono volatili a temperatura ambiente e pressione atmosferica. Gli idruri di alluminio e di berillio sono invece polimerici.
Le proprietà degli idruri covalenti variano individualmente.

### Idruri interstiziali dei metalli di transizione
I loro legami in natura variano molto da elemento a elemento e cambiano a seconda di criteri esterni come temperatura, pressione e corrente elettrica. Gli idruri del titanio e degli elementi del gruppo 11 sono polimerici.
Altri idruri di metalli di transizione sono interstiziali in natura. In essi, le molecole di idrogeno si dissociano e gli atomi di idrogeno si dispongono negli spazi ottaedrici o tetraedrici del reticolo cristallino del metallo denominato sito interstiziale. Gli idruri interstiziali hanno spesso una natura non-stechiometrica. Gli atomi di idrogeno intrappolati nel reticolo possono migrare attraverso di esso, reagendo con le impurità e peggiorando le proprietà del materiale. In ingegneria dei materiali questo è noto come infragilimento da idrogeno.
Per esempio, l'idruro di palladio non è considerato un composto, nonostante formi talvolta Pd2H. L'unità diidrogeno (H2) potrebbe apparire nel reticolo del palladio. Il palladio adsorbe una quantità di idrogeno fino a 900 volte il suo volume a temperatura ambiente e pertanto una volta si pensava di utilizzarlo come mezzo per trasportare l'idrogeno per le fuel cells dei veicoli. L'idrogeno gassoso è liberato proporzionalmente alla temperatura e alla pressione applicate ma non alla composizione chimica.
Gli idruri interstiziali mostrano buone potenzialità come mezzi di stoccaggio dell'idrogeno. Negli ultimi 25 anni sono stati sviluppati molti idruri interstiziali che a temperatura ambiente e pressione atmosferica assorbono l'idrogeno per poi liberarlo rapidamente. Sono solitamente formati da composti intermetallici e leghe solido-soluzione. Tuttavia, le loro applicazioni sono ancora limitate, dal momento che sono capaci di immagazzinare solo 2 percentuali ponderali di idrogeno, che non è sufficiente per applicazioni economicamente convenienti.

## Applicazioni

### Utilizzo per serbatoi di idrogeno
Gli idruri di metalli quali il sodio e l'alluminio sono oggetto di studio per immagazzinare idrogeno in auto-elettriche da esso alimentate e in generale come depositi d'idrogeno in quanto si comportano come "spugne" capaci, ad esempio, di stoccare sufficiente idrogeno per garantire ad automobili alimentate da celle a combustibile un'autonomia di circa 500 km.

### Compressori di idrogeno
Idruri di varie tipologie sono attualmente in studio per applicazioni relative alla compressione dell'idrogeno. Sfruttando infatti il loro ciclo di isteresi tra assorbimento e desorbimento dell'idrogeno è possibile andare a comprimere il gas idrogeno. Questa applicazione è particolarmente rilevante poiché si tratta di compressori che funzionano con il solo utilizzo di energia tramite calore, pertanto non necessitano di parti in movimento.

### Accumulo termico
Alcuni idruri metallici, in particolare quelli che possono lavorare ad alta temperatura, possono essere utilizzat all'interno di sistemi energetici per effettuare accumulto termico. Il design si basa sull'utilizzo di due idruri diversi, uno che lavora a temperature più alte e uno che lavora a temperature più basse.

### Utilizzo in chimica
Gli idruri hanno importanti utilizzi in chimica organica, perché sono una potente classe di riducenti.
L'uso di idruri chirali quali il tri-sec-butilboroidruro di litio o di potassio consente di eseguire riduzioni stereoselettive il cui prodotto non è un racemo, ma è arricchito di uno dei due enantiomeri.

### Superconduttività
A partire dal 2015 sono stati scoperti composti di idruri con proprietà superconduttive a temperature vicine alla temperatura ambiente ma a pressioni enormi, come H3S (formatosi per decomposizione di H2S ad alte pressioni), con una temperatura critica di -70 °C a 90 GPa e LaH10, con temperatura critica di -23 °C a 200 GPa.
Nel 2020 un idruro di carbonio e zolfo ha raggiunto la temperatura critica di 15 °C a una pressione di 267 GPa.

## Nomenclatura
La nomenclatura IUPAC considera "idruri" non solo i composti in cui l'idrogeno ha numero di ossidazione -1, ma tutti i composti binari dell'idrogeno.
Di seguito, una lista della principale nomenclatura dei gruppi di idruri secondo la IUPAC:
- metalli alcalini e alcalino terrosi: idruri metallici
- boro: borano e il resto del gruppo come gli idruri metallici
- alluminio: allumano, AlH3
- gallio: gallano, GaH3
- indio: indigano, InH3
- tallio: tallano, TlH3
- germanio: germano
- stagno: stannano
- piombo: piombano
- antimonio: stibina ('stibano' quando sostituita)
- bismuto: bismutina ('bismutano' quando sostituita)

a cui si aggiungono i composti binari tra idrogeno e non-metalli, "idruri" per convenzione di nomenclatura, ma non in senso chimico
- carbonio: tutti gli idrocarburi
- silicio: silano
- azoto: ammoniaca ('azano' quando sostituita), idrazina
- fosforo: fosfina ('fosfano' quando sostituita)
- arsenico: arsina ('arsano' quando sostituita)
- ossigeno: acqua ('ossidano' quando sostituita), perossido di idrogeno
- zolfo: solfuro di idrogeno ('solfano' quando sostituita)
- selenio: acido selenidrico ('selano' quando sostituita)
- tellurio: acido telluridrico ('tellano' quando sostituita)
- polonio: acido polonidrico ('polonano' quando sostituita)
- alogeni: acidi alogenidrici